# Дейнеко Руслан Юрійович
Русла́н Ю́рійович Дейне́ко (нар. 12 липня 1994, Чугуїв Харківська область — пом. 28 серпня 2014, с. Войкове, Старобешівський район Донецька область) — український військовослужбовець, навідник САУ 92-ї окремої механізованої бригади. Загинув під час спроб деблокування українських підрозділів в м. Іловайську за 5 км на схід від м. Комсомольське на Донеччині.

## Життєпис
Руслан Дейнеко народився 1994 року в м. Чугуїв на Харківщині. У 2013 році закінчив технікум та вступив на заочне відділення до інституту. Того ж року підписав контракт на військову службу. Займався спортом і туризмом, входив до складу збірної Харківської області, учасник Всеукраїнських змагань з ТПТ (техніка пішохідного туризму).
З початком російсько-української війни служив старшим солдатом, був навідником САУ 92-ї окремої механізованої бригади.

## Обставини смерті
Вранці 28 серпня 2014 року, в ході боїв за Іловайськ, ротно-тактична група бригади рухалася в район Старобешевого з метою деблокування українських підрозділів в Іловайську. За 5 км на схід від м. Комсомольське (Донецька область), у районі агрофірми «Авангард», колона потрапила під масований обстріл російських військ з РСЗВ «Град», мінометів і танків. Руслан Дейнеко загинув о 4-й ранку на дорозі поміж селами Новозар'ївка та Войкове Старобешівського району. Під час обстрілу та в бою з противником бригада зазнала людських втрат, а також втратила багато техніки. За даними комбрига В. Ніколюка, станом на 2 вересня, не вийшли на зв'язок 9 військовослужбовців.
Бійці вважалися зниклими безвісти. Російські збройні формування закопали загиблих українських військових поблизу поля бою. 16 вересня пошуковці Союзу «Народна пам'ять» провели ексгумацію 8 тіл полеглих вояків у братській могилі неподалік с. Новозарьєвка, Старобешевського району. Руслана бачили на полі бою з пораненням голови, без свідомості.
Під час пошукових робіт 27 вересня 2014 року, один з керівників волонтерських груп місії «Евакуація 200» Павло Нетьосов, знайшов залишки стопи невідомого бійця. Завдяки зверненню в листопаді 2018 року до Павла матері Руслана, вдалось ідентифікувати ці залишки.
У січні 2019 році Руслан Дейнеко ідентифікований за експертизою ДНК серед похованих на Кушугумському кладовищі поблизу Запоріжжя невідомих героїв АТО. Перепохований 06.03.2019 року на Чугуївському кладовищі № 5.
Залишилися батьки Юрій і Ауріка Дейнеко; сестра.

## Нагороди та відзнаки
- 6 грудня 2020 року, Указом Президента України № 537/2020, — за особисті заслуги у зміцненні обороноздатності Української держави, мужність і самовіддані дії, виявлені у захисті державного суверенітету та територіальної цілісності України, зразкове виконання військового обов'язку, — нагороджений орденом «За мужність» III ступеня (посмертно)[5].
- Його портрет розміщений на меморіалі «Стіна пам'яті полеглих за Україну» у Києві: секція 3, ряд 5, місце 19
- Вшановується 28 серпня на щоденному ранковому церемоніалі вшанування українських захисників, які загинули цього дня у різні роки внаслідок російської збройної агресії[6]